# Hang Obłazowa
Hang Obłazowa là một hang động nằm trong khu bảo tồn thiên nhiên Przełom Białki nằm tại Nowa Biała gần Krempachy, Gmina Nowy Targ ở Małopolskie, thuộc miền nam Ba Lan. Hang động có một buồng dài 9 m mà một hành lang ngắn dẫn đến. Nó là một trong những địa điểm Thời đại đồ đá cũ quan trọng nhất ở Ba Lan.

## Nghiên cứu khảo cổ
Các cuộc khai quật tại hang Obłazowa bắt đầu vào năm 1985 bởi một nhóm các nhà khảo cổ học do giáo sư Paweł Valde-Nowak thuộc Viện Khảo cổ học tại Đại học Jagiellonia ở Cracow dẫn đầu. Nghiên cứu đã chỉ ra rằng hang Obłazowa đã được con người sinh sống ở một số thời kỳ. Các nhà khoa học phân biệt mười tầng cư ngụ, sáu lớp liên quan đến sự hiện diện của người Neanderthal và bốn lớp còn lại cho thấy các hoạt động của con người hiện đại. Ở các lớp trên, một mũi tên sắt, một chiếc nỏ và mảnh gốm từ cuối thời Trung cổ đã được tìm thấy.

### Lớp VIII
Các cổ vật quan trọng nhất đã được phát hiện trong lớp VIII, liên quan đến Homo sapiens hiện đại và có niên đại khoảng 30.000 BP. Từ lớp này, các nhà khoa học đã khai quật được một chiếc boomerang lâu đời nhất trên thế giới, được làm từ một cái ngà voi ma mút và xương Homo sapiens lâu đời nhất ở Ba Lan (hai xương ngón tay). Lớp này cũng chứa hai nêm gạc, mặt dây làm từ răng nanh đục lỗ của cáo hoặc cáo Bắc cực, hạt xương, mặt dây chuyền không rõ mục đích, có thể là một chiếc còi, làm bằng vỏ ốc hình nón đục lỗ trên đó tìm thấy dấu vết của thổ hoàng. Kho công cụ của lớp VIII chứa một loạt các nguyên liệu thô: đá lửa Jurassic Cracow, đá lửa sô cô la, cả hai được đưa đến từ các khu vực phía bắc, radioleit địa phương và thạch anh có lẽ từ phía bắc Slovakia. Một số công cụ bằng đá được làm từ nguyên liệu ngoại nhập với một khoảng cách lớn. Những phát hiện ấn tượng nhất như boomerang và xương người nằm trong một vòng tròn làm từ đá granit và đá thạch anh. Bởi vì sự sắp xếp của các cổ vật và giá trị to lớn của chúng, điều này được hiểu là một nơi dành cho một số giáo phái hoặc nghi lễ. Sự hiện diện của xương người có thể gợi ý chôn cất một phần hoặc tượng trưng hoặc một số loại vật hiến tế.
Khu vực này cũng có một số phát hiện khảo cổ quan trọng khác cũng như hệ động vật phong phú và đa dạng của động vật thân mềm, lưỡng cư, bò sát, chim và động vật có vú nhỏ và lớn đến từ Thời đại Pleistocene muộn.
Trước những khám phá trong hang Obłazowa, tất cả các địa điểm Đá cổ Carpathian đều có tuổi đời từ niên đại muộn. Không có các dấu vết của các khu định cư trước đó một cách rõ ràng. Tình trạng này đã thay đổi với việc phát hiện ra trình tự Trung Cổ trong Hang Obłazowa.

## Tham quan
Hang động mở cửa cho du khách, nhưng trong tương lai gần, nó sẽ được bảo vệ bằng các thanh để bảo vệ các lớp khảo cổ. Năm 2017, văn phòng xã Nowy Targ bắt đầu thực hiện một dự án với mục tiêu là tạo ra Công viên khảo cổ hang Obłazowa để trưng bày kết quả của nhiều năm nghiên cứu đến với công chúng.